# Andrea Maria Erba

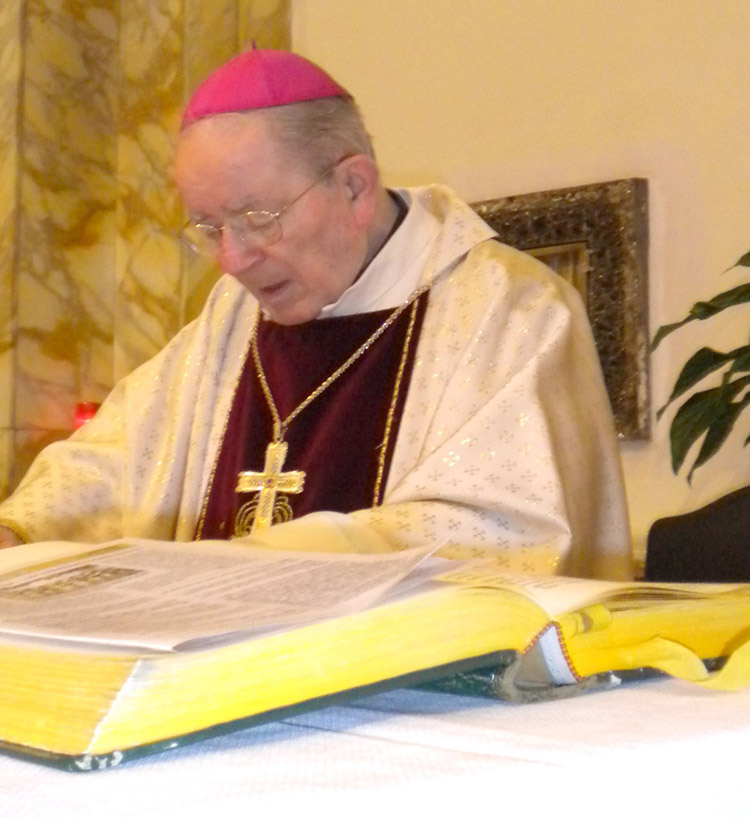
Andrea Maria Erba (2009)

Andrea Maria Erba B (* 1. Januar 1930 in Biassono, Provinz Monza und Brianza, Lombardei; † 21. Mai 2016 in Velletri, Latium) war ein italienischer Geistlicher und römisch-katholischer Bischof von Velletri-Segni.

## Leben
Andrea Maria Erba trat in den Kriegstagen des Zweiten Weltkrieges im Oktober 1942 in das von der Ordensgemeinschaft der Barnabiten geführte Kleine Seminar in Cremona ein. Im Jahr 1944 musste er nach Lodi wechseln, kurz darauf wieder nach Cremona. Am 23. Juni 1947 trat er der barnabitischen Ordensgemeinschaft bei. Nach seiner theologischen Ausbildung in Florenz und Rom legte er am 7. Oktober 1954 die Profess ab. Am 17. März 1956 empfing er die Priesterweihe durch Carlo Confalonieri. Nach verschiedenen Aufgaben in seinem Orden in Florenz, Lodi und Mailand wurde er 1967 Generalkanzler der Barnabiten und zudem Professor für Theologie an der Päpstlichen Universität Urbaniana in Rom. Er war zudem Assistent des Ordensgenerals (1971–1982) und Generalprokurator (1976–1982) in Rom. 1982 wurde er Pfarrer der römischen Titelkirche San Carlo ai Catinari.
Papst Johannes Paul II. berief ihn am 19. Dezember 1988 zum Bischof des suburbikarischen Bistums Velletri-Segni. Der Papst persönlich spendete ihm am 6. Januar 1989 die Bischofsweihe; Mitkonsekratoren waren Edward Idris Cassidy, Kurienbischof des Staatssekretariats und José Tomás Sánchez, Sekretär der Kongregation für die Evangelisierung der Völker. Er war Präsident der Caritas-Regionalkonferenz im Bistum Velletri-Segni sowie Vizepräsident der  Conferenza Episcopale Laziale. 
Am 28. Januar 2006 wurde seinem altersbedingten Rücktrittsgesuch von Papst Benedikt XVI. stattgegeben. Er war bis zur Vollendung seines 80. Lebensjahres Mitglied der Kongregation für die Selig- und Heiligsprechungsprozesse. Erba lebte in Rom im Generalhaus der Barnabiten sowie in Velletri in den Albaner Bergen. Er war Ehrenbürger von Velletri.
Er war Commendatore (Komtur) des Konstantinordens.

### Kurioses
Als Joseph Kardinal Ratzinger, Kardinalbischof von Velletri-Segni, zum Papst mit dem Namen Benedikt XVI. gewählt wurde, beharrte er darauf, dass Bischof Erba als erster Bischof den Ring des Papstes küssen durfte.

## Schriften
- Antologia degli Scritti, Vol 1, EDIVI, 2006,  ISBN 978-88-89231-48-7
- zusammen mit Pier Luigi Guiducci: La Chiesa nella storia. Duemila anni di cristianesimo, Elledici, Turin 2008
- L'Angelica Paola Antonia Negri, Editrice del Verbo Incarnato, 2008
- Antologia degli Scritti, Vol 2, EDIVI, 2009,  ISBN 978-88-89231-24-1